# Giluwe
Giluwe, Mount Giluwe – druga pod względem wysokości góra w Papui-Nowej Gwinei mierząca 4367 metrów. Znajduje się ona w prowincji Southern Highlands. Jest starym wulkanem tarczowym pokrytym rozległymi halami. Posiada dwa szczyty, wyższy centralny i niższy, oddalony od niego o około 2 kilometry, położony na wysokości 4300 m. Giluwe jest najwyższym wulkanem na kontynencie australijskim.

## Polskie wejścia
- 27 września 2015 roku Ewa Wachowicz, Radosław Witkowski, Klaudia Cierniak-Kożuch oraz Tomasz Dymkowski[2]. Pierwsze polskie wejście.